# Jules Verbecke
Jules Verbecke (Lille, Francia, 15 de septiembre de 1879) fue un nadador francés especializado en pruebas de estilo libre, donde consiguió ser subcampeón olímpico en 1900 en los 200 metros por equipo.

## Carrera deportiva
En las Olimpiadas de París 1900 ganó la medalla de bronce en los relevos de 200 metros por equipo estilo libre, por detrás de Alemania y por delante del equipo también francés de los Pupilles de Neptune de Lille, siendo sus compañeros de equipo, el Tritons Lillois:: Maurice Hochepied, Victor Hochepied, Joseph Bertrand y Victor Cadet.